# 3089 Oujianquan
3089 Oujianquan је астероид главног астероидног појаса са пречником од приближно 33,72 .
Афел астероида је на удаљености од 3,470 астрономских јединица (АЈ) од Сунца, а перихел на 2,397 АЈ.
Ексцентрицитет орбите износи 0,182, инклинација (нагиб) орбите у односу на раван еклиптике 16,673 степени, а орбитални период износи 1836,057 дана (5,026 година).
Апсолутна магнитуда астероида је 11,00 а геометријски албедо 0,061.
Астероид је откривен 3. децембра 1981. године.